# アマンツァ・ゲリヨ
アマンツァ・ゲリヨ（Amanzia Ammirata Guérillot 、1回目の結婚でアマンツァ・インガンニ: Amanzia Inganni 、2回目の結婚でアマンツァ・アントニアーニ: Amanzia Antoniani、1828年12月2日 - 1905年12月1日）はイタリアの画家である。最初の夫になる画家の、アンジェロ・インガンニから絵を学び、街景画（ヴェドゥータ）や肖像画、静物画を描いた。

## 略歴
ミラノでフランスからの軍の将校としてミラノに移ってきたフランス人の両親の娘に生まれた。父親から絵を学んだ後、1845年からミラノの街を描くのを得意としていた画家、アンジェロ・インガンニから絵の指導を受けるようになった。インガンニの姪にフランス語を教える代わりに絵を教えてもらうことになったとされる。1847年のブレラ美術アカデミーの展覧会にミラノの街の風景や、海の風景を描いた3点の作品を出展し、その後も、街景画、肖像画、静物画などを、出展した。1853年から1855年の間に、グッサーゴの教会の祈祷儀式のための絵画「Via Crucis」を描いた。
1853年にインガンニの最初の妻が亡くなった後、1856年にインガンニと結婚し、ロンバルディのグッサーゴに住んだ。
1881年にインガンニが亡くなった後、1887年に法律家のロドヴィコ・アントニアーニ（Lodovico Antoniani)と再婚し、パドヴァに移ったが、再婚後は絵を発表した記録はない。2度目の夫が亡くなった後、ロンバルディに戻り、最初の夫の姪と暮らした。
作品はミラノ市立近代美術館(Galleria d'arte moderna)などに収蔵されている。

## 作品

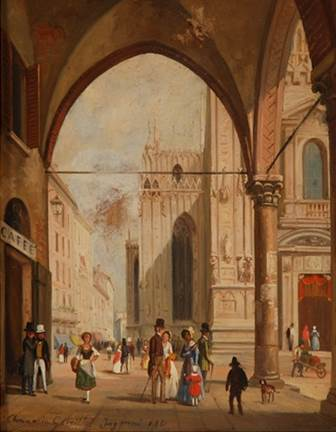
Arcade (1851)
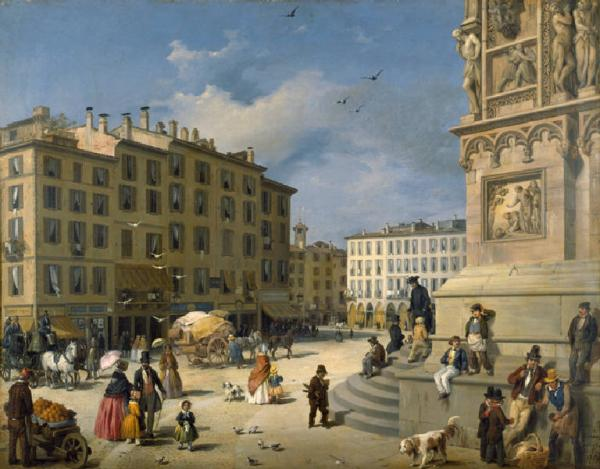
Piazza (c.1850)
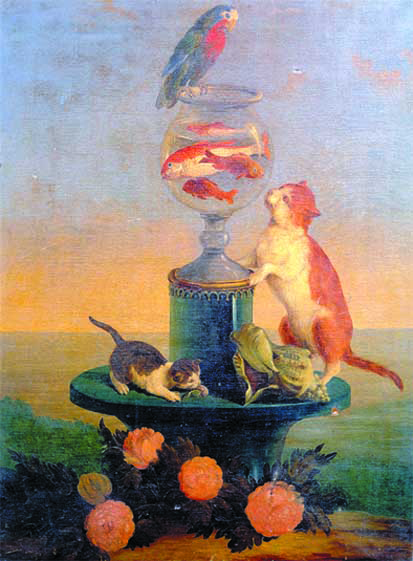
金魚
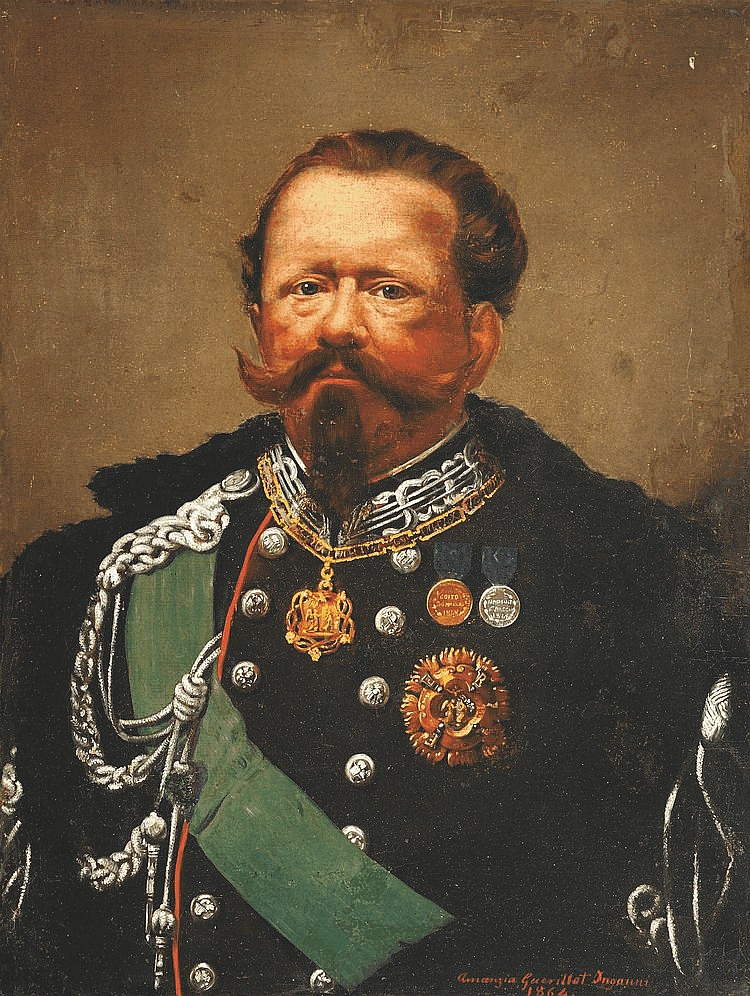
国王ヴィットーリオ・エマヌエーレ2世 (1864)